# 세기관지
세기관지 (En: bronchiole. 복수형은 bronchioles 또는 bronchioli)는 기도 (respiratory tract)에서 기관지 (bronchus)의 더 작은 분지 (branch)이다. 세기관지는 종말 세기관지 (terminal bronchiole)를 포함하며, 최종적으로 호흡 세기관지는 가스 교환을 위한 폐포의 가스 교환 단위(gas exchange unit)로 공기를 전달하는 호흡 부위(respiratory zone)의 시작 부위이다. 세기관지는 기관지(bronchus)에서 발견되는 연골과 기관지의 점막밑조직(submucosa, 점막하조직)에서 발견되는 샘(gland, 선)을 포함하지 않는다.

## 같이 보기
- 기관지 (해부학) (bronchus)
- 기도 (의학) (respiratory tract)
- 모세기관지염 (bronchiolitis, 세기관지염)

## 참조
1. ↑  Tortora GJ (2010). 《Principles of anatomy and physiology》 12판. Hoboken, NJ: John Wiley & Sons. 883–888쪽. ISBN 9780470233474.